# Hermann Herrenberger

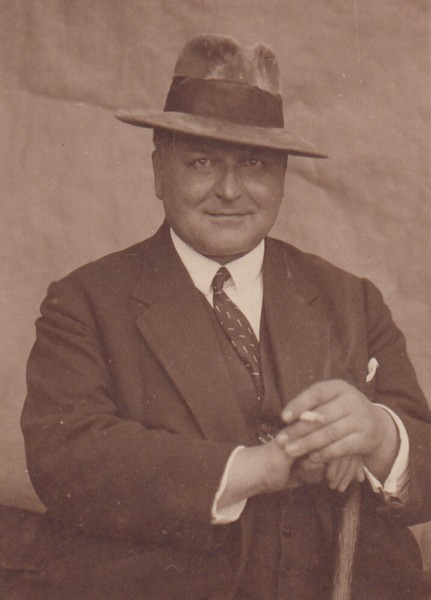
Hermann Herrenberger

Hermann Herrenberger (* 18. April 1881 in Ulm; † 9. Juli 1953 in Fürth) war ein deutscher Architekt und kommunaler Baubeamter. Er war Stadtbauinspektor in Posen und Oberstadtbaurat in Fürth.

## Leben
Sein Vater war Direktor des Stadtmuseums in Ulm. Hermann Herrenberger arbeitete zunächst als Architekt in Osnabrück und Hamburg und spätestens seit 1907 in Posen. Dort war er Stadtbauinspektor. Er war an den Entwürfen für mehrere Schulen in der Stadt bis 1913 beteiligt. 1919 wurde Posen polnisch.
Seit 1920 war Herrenberger in Fürth tätig und wurde dort Oberstadtbaurat (Oberbaurat, Stadtbaurat). Er projektierte das Städtische Krankenhaus, das 1931 gebaut wurde, und war beteiligt an dem Entstehen der Wohnsiedlungen in den Stadtteilen Rodenwald (1932 gebaut) und Hardhöhe (1935–1938 gebaut). Am 29. Dezember 1937 beantragte er die Aufnahme in die NSDAP und wurde rückwirkend zum 1. Mai desselben Jahres aufgenommen (Mitgliedsnummer 6.088.138).
Im Mai 1945 wurde Hermann Herrenberger von der US-Militärregierung seines Amtes enthoben und 1948 als Mitläufer (Gruppe 4) eingestuft. Er starb 1953 in Fürth.